# Nowy Wielęcin
Nowy Wielęcin (dawn. Wielęcin Nowy, Wielęcin A) – dawna wieś, obecnie niestandaryzowana nazwa części wsi Wielęcin w Polsce, położonej w województwie mazowieckim, w powiecie wyszkowskim, w gminie Somianka.
Dawniej wieś. W latach 1867–1952 w gminie Zegrze w powiecie pułtuskim; 20 października 1933 utworzyła gromadę Wielęcin Nowy w granicach gminy Głusk, składającą się ze wsi Wielęcin A.
1 lipca 1952, wraz z całą gminą Zegrze, włączony do nowo utworzonego powiatu nowodworskiego.
W związku z reorganizacją administracji wiejskiej jesienią 1954, wszedł w skład nowej gromady Popowo Kościelne, którą 1 stycznia 1956 włączono do nowo utworzonego powiatu wyszkowskiego w tymże województwie.
W latach 1975–1998 miejscowość administracyjnie należała do województwa ostrołęckiego.